# Тилеман, Хайно
Хайнрих (Хайно) Тилеман (нем. Heinrich (Heino) Thielemann, 3 октября 1923 — 24 августа 2015) — немецкий хоккеист (хоккей на траве), нападающий.

## Биография
Хайно Тилеман родился 3 октября 1923 года.
Играл в хоккей на траве за «Ганновер».
В 1952 году вошёл в состав сборной ФРГ по хоккею на траве на Олимпийских играх в Хельсинки, занявшей 5-е место. Играл на позиции нападающего, провёл 4 матча, забил (по имеющимся данным) 3 мяча в ворота сборной Финляндии. Эти матчи стали для него единственными в составе сборной ФРГ.
Умер 24 августа 2015 года.